# Sve se mijenja
Sve se mijenja' peti je studijski album riječke rock-skupine En Face, kojeg 1999. godine objavljuje diskografska kuća Dallas Records.
Album sadrži jedanaest skladbi koje autorski potpisuju članovi sastava. Uz već poznatu skladbu "Kad prestane kiša" koju su izveli na Dori '99, za aktualni singl odabrana je naslovna skladba s albuma. U skladbi se kao gost pojavljuje sastav Putokaz, dok su uz njih na snimanju sudjelovali još i Davor Rodik, Robert Funčić, Vava Simčić, Slobodan Bobo Grujičić, Alen Tibljaš, Vedran Križan i Leo Rumora.

## Popis pjesama
1. "Sve se mijenja"
  - Sandro Bastiančić / Miroslav Vidović – Sandro Bastiančić – Robert Funčić
2. "Obećajem ti, neću biti ljut"
  - Sandro Bastiančić / Miroslav Vidović – Sandro Bastiančić – Robert Funčić
3. "Svaki put"
  - Sandro Bastiančić / Miroslav Vidović – Sandro Bastiančić – Robert Funčić / Olja Dešić
4. "Možda pjesma čeka proljeće"
  - Sandro Bastiančić / Miroslav Vidović – Sandro Bastiančić – Robert Funčić
5. "Ne mislim na svijet oko nas"
  - Sandro Bastiančić – Sanjin Eterović – Robert Funčić
6. "Kad prestane kiša"
7. "Reci nešto"
  - Sandro Bastiančić – Sandro Bastiančić – Robert Funčić
8. "Zašto kradeš more"
  - Sandro Bastiančić / Miroslav Vidović – Sandro Bastiančić – Robert Funčić
9. "23"
  - Sandro Bastiančić / Miroslav Vidović – Sandro Bastiančić – Robert Funčić
10. "Poljubac anđela"
  - Sandro Bastiančić / Miroslav Vidović – Sandro Bastiančić – Robert Funčić
11. "Time" (when the raindrops stop to fall)
  - Sandro Bastiančić / Miroslav Vidović – Sandro Bastiančić – Robert Funčić

## Izvođači
- Sandro Bastiančić - Vokal, gitara, bas-gitara
- Sanjin Eterović - Akustična gitara
- Miroslav Vidović - Akustična gitara, električna gitara, sintisajzer

## Vanjske poveznice
- Diskografija - Recenzija albuma